# おかざきさとこ
おかざき さとこ（1982年3月6日 - ）は、日本の脚本家。
東京都出身。明治学院大学社会学部を卒業。所属事務所はQueen-B。

## 脚本参加作品
注記がないものは単独脚本。

### 映画
2015年
- 『忘れないと誓ったぼくがいた』: 監督の堀江慶と共同脚本
- 『風のたより』

2017年
- 『リベンジgirl』
- 『覆面系ノイズ』: 脚本協力

2019年
- 『明治東亰恋伽』
- 『春待つ僕ら』

2024年
- 『恋わずらいのエリー』
- 『あたしの!』

### テレビ
※ウェブ配信を含む。
2010年
- 『土曜日はリビングで』（WOWOW）: 第5・7・9・10話

2012年
- 『やんやんマチコ2』（WEBアニメ）: 第6話
- 青山ワンセグ開発『五分説教』（NHK）
- 『TIGER＆BUNNY』（MBSテレビ）: 第19話

2013年
- 『でたらめヒーロー』（読売テレビ）: 第8話
- 『リアル鬼ごっこ THE ORIGIN』（テレビ神奈川）: 第8話 - 11話

2014年
- 『このミステリーがすごい! ベストセラー作家からの挑戦状』（TBSテレビ）
- 『曇天に笑う』（日本テレビ放送網）: 第3・4・8・9話

2015年
- エンジェル・ハート×ZIPコラボコント企画（日本テレビ放送網）
- 『ジゴロ in シェアハウス』 (TBSCS)

2016年
- 『男水!』（日本テレビ放送網）:脚本協力
- 『とと姉ちゃん もうひとつの物語「福助人形の秘密」』（NHK BSプレミアム）
- 『がっぱ先生!』（日本テレビ放送網、金曜ロードSHOW!枠）

2017年
- 『PTAグランパ!』（NHK BSプレミアム）

2018年
- 『PTAグランパ! 2』（NHK BSプレミアム）
- 『刑事・横道逸郎』（テレビ朝日）:脚本協力

2019年
- 『家政夫のミタゾノ』第3シリーズ（テレビ朝日） : 第4・7・8（最終）話

2020年
- 『家政夫のミタゾノ』第4シリーズ（テレビ朝日） : 第3・8話（最終話）
- 『正しいロックバンドの作り方』（日本テレビ放送網）: 第1・2話、第3・6・9・10話（共同脚本）、第4話（脚本協力）
- 『FOLLOWERS』（Netflix）:セカンドライター
- 『30歳まで童貞だと魔法使いになれるらしい』（テレビ東京）: 第5・6・9・10話

2021年
- 『婚姻届に判を捺しただけですが』（TBSテレビ）: 第2・4・5・8・9話
- 『警視庁 捜査一課長 season5』（テレビ朝日）:第8話
- 『悪魔とラブソング』（Hulu）: 第3・4・5・6話

2023年
- 『最終列車で始まる恋』（名古屋テレビ）
- 『あなたがしてくれなくても』（フジテレビ）

2024年
- 『瓜を破る〜一線を越えた、その先には』（TBSテレビ）
- 『その着せ替え人形は恋をする』（MBSテレビ・TBSテレビ）

2025年
- 『家政夫のミタゾノ』第7シリーズ（テレビ朝日） : 第1話
- 『彼女がそれも愛と呼ぶなら』（読売テレビ・日本テレビ） : 第1・2・4・6・9・最終話

### その他
2012年
- 『TIGER & BUNNY KING OF WORKS』

2013年
- ワーナーマイカル劇場オリジナルコメディムービー『会津侍若松っつん』:TEAM QueenB名義で参加
- 『私と先生（カレ）の8年の恋』（UULA、恋愛体感シリーズ モトカレ）
- 『最低なアイツと最高のクリスマス』（UULA、恋愛体感シリーズ モトカレ）

2014年
- コミック『曇天に笑う外伝【上】』曇天火・安倍蒼世 特典ドラマCD
- アニメ『曇天に笑う』　BD/DVD アニメイト特典ドラマCD

2018年
- 『最後のねがいごと』（YouTube・ボンボンTV連続ドラマ）
- キット願いかなう「星に願いを」（ネスレジャパン・キットカット受験ショートフィルム）: 第3話

2020年
- 『健太郎のオールナイトニッポン0(ZERO)オンライン』第1部・朗読劇「虹男（にじおとこ）」

2021年
- 『世田谷ベランダの恋』（Youtube・DRAMATIC TOKYO）
- 『わたしの幸せな結婚』朗読劇

## 小説
- 『オレは、センセーなんかじゃない! 感動のお仕事シリーズ』学研プラス、2018年
- 『小説 映画 春待つ僕ら』（森川成美・あなしん原との共著）講談社、2018年

## 受賞歴
2021年　
- 『30歳まで童貞だと魔法使いになれるらしい』
  - 第58回ギャラクシー賞テレビ部門奨励賞
  - マイベストTV賞　第15回グランプリ
  - ギャラクシー賞テレビ部門　2020年12月度月間賞
  - 台湾KKTV 年度日本ドラマ賞
  - 台湾KKTV アレンジ脚本最優秀賞